# Серология
Серологията е област на биологията и имунологията, която се занимава с изучаването на кръвния серум и реакциите между антитела и антигени. На практика, терминът най-често се отнася до диагностично идентифициране на антитела в серума. Такива антитела обикновено се образуват в отговор на инфекция (срещу даден микроорганизъм), срещу други чужди протеини (в отговор например на несъответстващо кръвопреливане), или на собствените протеини (в случаи на автоимунно заболяване).